# Queenstown-Lakes District

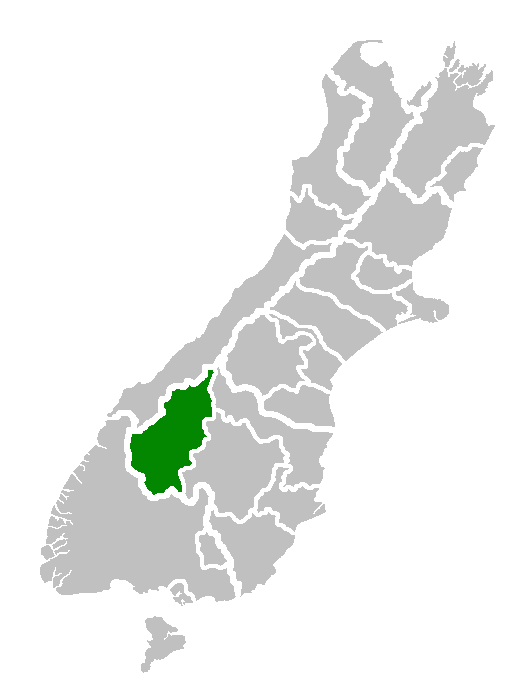
Queenstown-Lakes District na administrativní mapě Jižního ostrova

Queenstown-Lakes District je distrikt v regionu Otago na Jižním ostrově Nového Zélandu. Centrum distriktu je město Queenstown, distrikt zahrnuje také města Wanaka na severovýchodě, Glenorchy na severozápadě a Kingston na jihu. Distrikt zahrnuje jezera Lake Wakatipu, Lake Wanaka a Lake Hāwea, která jsou spolu s ostatními menšími jezery nazývány Southern Lakes. Sousedí s distrikty Central Otago, Southland, Westland a Waitaki. Podle sčítání lidu z roku 2013 měl distrikt 28 224 obyvatel.